# 阿尔方斯·多夫纳
阿尔方斯·多夫纳（德語：Alfons Dorfner，1911年1月27日—1982年1月22日），奥地利男子皮划艇运动员。他曾代表奥地利参加1936年夏季奥林匹克运动会皮划艇比赛，搭档阿道夫·凯因茨获得男子双人皮艇1000米金牌。